# MS-DOS
MS-DOS (MicroSoft Disk Operating System) és un sistema operatiu de disc comercialitzat per Microsoft per a ordinadors IBM-PC i compatibles, utilitzat sobretot durant la dècada dels 80 i primera meitat dels 90. Les ordres s'introdueixen escrivint un text.
MS-DOS va ser el principal sistema operatiu per als ordinadors personals compatibles amb PC IBM durant la dècada de 1980, a partir d'aquest moment va ser substituït gradualment per sistemes operatius que oferien una interfície gràfica d'usuari (GUI), en diverses generacions del sistema operatiu gràfic Microsoft Windows.

## Història
MS-DOS té l'origen al QDOS (Quick and Dirty Operating System) sistema operatiu escrit per Tim Paterson per a la Seattle Computer Products i comercialitzat amb el nom de 86-DOS. Es va dissenyar com un clon a curt termini del sistema operatiu CP/M, per a donar més compatibilitat amb els programes comercials existents com WordStar i dBase. Aquesta primera versió es va enviar a l'agost del 1980. Quan IBM va encarregar a Microsoft un sistema operatiu per al seu nou IBM PC, Microsoft es va veure incapaç de complir els terminis i va comprar QDOS als seus propietaris, que va sortir al mercat amb dues versions: PC-DOS (versió d'IBM) i MS-DOS (versió de Microsoft).
L'MS-DOS va ser el producte clau de la transformació de Microsoft des dels seus orígens als anys 70 com a proveïdor especialitzat de llenguatges de programació fins al seu estat actual de gegant de la informàtica. Els ingressos de les vendes de MS-DOS van fer possible el creixement espectacular de la companyia. Particularment mitjançant contractes exclusius amb marques, demostrades com a il·legals als Estats Units més tard. De fet, fins a la sortida de Windows 95 els ingressos de MS-DOS eren més grans que els de Windows.
Amb el temps, MS-DOS va imitar els altres sistemes operatius. MS-DOS 2.0 tenia algunes característiques de l'UNIX, com ara els subdirectoris i la redirecció de les d'ordres.
MS-DOS no és multiusuari ni multitasques, però es van fer molts intents perquè ho fos. Molts programes van fer servir la tècnica d'eliminar i quedar-se resident o TSR (Terminate and Stay Resident), i unes altres funcions normalment indocumentades per proporcionar aplicacions pop up incloent el popular Sidekick de Borland. Entorns afegits com DesqView van intentar proporcionar característiques multitasca, que van tindre un cert d'èxit quan es combinaven amb l'administració de memòria del maquinari del processador Intel 80386.
Després de l'aparició de l'Apple Macintosh el 1984, el públic es va interessar per la interfície gràfica d'usuari o GUI (Graphical User Interface). Tot i que el primer entorn gràfic va ser l'Alto de Xerox el 1973, basat en un sistema operatiu propi. Molts programes van crear les seves pròpies interfícies gràfiques, com el Microsoft Word per DOS, XTree i el Norton Shell. Tot i així, això exigia duplicar esforços i no donava gaire consistència, per tant es van crear entorns GUI complets.
Així, IBM i Microsoft es van aliar per al projecte OS/2, originalment una versió protegida d'MS-DOS sense cap GUI (s'hi afegiria a les versions posteriors). Però Microsoft va abandonar el projecte molt ràpidament per concentrar els seus recursos al Windows. Per la seva part, Digital Research va crear l'entorn GEM, sense guanyar gaire popularitat. Finalment, tant l'OS/2 com el GEM es van abandonar, sembla que per contractes d'exclusivitat de Microsoft amb els fabricants d'ordinadors.
En teoria, fins al Windows 95, Windows no era cap sistema operatiu, sinó una GUI que traduïa el Windows a ordres de l'MS-DOS. Actualment, MS-DOS ha estat substituït pel Windows. Tot i així encara es pot fer servir, accedint-hi des del Windows.
Les primeres versions de Windows podien executar programes per a MS-DOS. Les versions recents de DOS ampliades ja estaven protegides. Des del Windows NT, el Windows s'executa independentment del DOS, però inclou gran part de la llista d'ordres, que es poden executar a una màquina virtual.

## Arxius del MS-DOS
MS-DOS s'inicia quan s'arrenca l'ordinador. L'ordinador verifica la memòria i busca els fitxers CONFIG.SYS i AUTOEXEC.BAT en el disc del sistema.
- CONFIG.SYS: És un fitxer de text que conté instruccions especials. Aquestes instruccions configuren els components de maquinari del PC perquè MS-DOS i les aplicacions les puguin fer servir. En iniciar-se MS-DOS, aquest executa les instruccions del fitxer CONFIG.SYS. El fitxer CONFIG.SYS ha d'estar en el directori arrel de la unitat d'inici.
- AUTOEXEC.BAT: És un fitxer ubicat a l'arrel del disc d'inici. Conté ordres interpretables directament pel sistema operatiu o l'intèrpret d'ordres i s'executa quan s'inicia el sistema operatiu. Les ordres que conté solen ser: actualització de la data i hora, camins de cerca d'arxius, configuració del prompt, tipus de teclat, etc.
- COMMAND.COM: És el processador d'ordres estàndard del sistema operatiu i que actua com a primera interfície entre el sistema operatiu i l'usuari, executant les ordres que s'introdueixen pel teclat. Processa una sèrie d'ordres i programes interns del DOS. No és obligatòria la seva execució, podent ser substituït per altres processadors d'ordres que siguin compatibles. Si no se n'indica un altre, serà aquest el que MS-DOS executarà. El sistema no funcionarà sense un processador d'ordres, sigui aquest o qualsevol altre.

## Versions

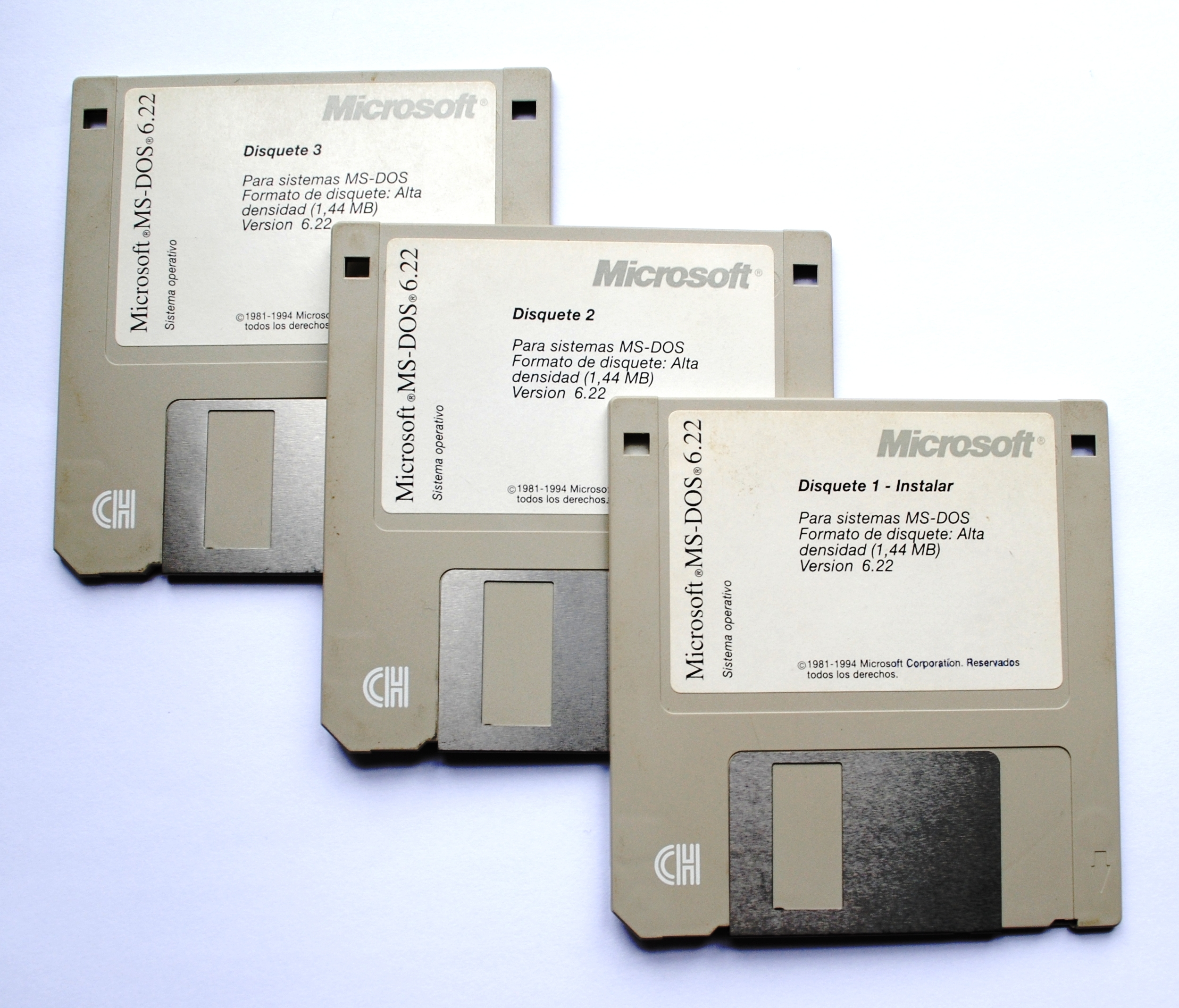
Discs flexibles de MS-DOS 6.22

- 1.0 Alliberat el 1981 com a complement de l'IBM-PC. Primera versió de DOS. Suporta 16 Kb de RAM, disquets de 5,25 polzades d'una sola cara de 160 Kb.
  - 1.1 Corregits molts errors, suporta disquets de doble densitat de 320 Kb.
- 2.0 Complement de l'IBM XT alliberat el 1983. Més del doble de noves ordres, suport de disc dur, molt petit (al voltant de 5 MB).
  - 2.1 Complement de l'IBM PCJr. Afegides algunes noves funcionalitats.
- 3.0 Dissenyat per a suportar el nou maquinari de l'IBM-AT. Afegides algunes característiques de xarxa d'àrea local LAN.
  - 3.1 Afegides més característiques i suport LAN.
  - 3.2 Afegit suport per als disquets de 3.5 polzades i 720 Kb de capacitat.
  - 3.3 Afegit suport per als nous disquetes de 3.5 polzades i alta capacitat (1.44 MB) dels PS/2 d'IBM. Capacitat per a crear particions de disc superiors a 32 MB. Nous caràcters internacionals afegits amb suport per a 17 països. Suport per 4 ports sèrie (abans només eren 2). Incorporació de l'ordre "Files" per a poder obrir fins a 255 fitxers de forma simultània.
- 4.0 Afegit shell DOS, algunes millores i correccions.
- 5.0 Alliberat el 1991, inclou més característiques d'administració de memòria i eines per a suport de macros, millora de l'intèrpret d'ordres o shell.
- 6.X Suport per a Microsoft Windows, desfragmentació de disc, compressió de fitxers, còpies de seguretat, antivirus, Memmaker, etc.

## Característiques
Com el seu nom "Sistema Operatiu en Disc" indica MS-DOS s'instal·la al disc dur d'ordinador IBM o Pc compatible, però MS-DOS és capaç d'estar aquesta completament llest en segons; diferent al Macintosh d'Apple, Commondore AMIGA i sistemes UNIX de la mateixa època. El Macintosh i AMIGA trigaven fins a un minut a iniciar perquè requerien iniciar el seu sistema operatiu en RAM des d'un disquet, procés anomenat "Kickstart".
El nucli el componen IO.SYS, MSDOS.SYS i COMMAND.COM. És possible iniciar DOS únicament amb aquests tres fitxers, però la majoria d'ordres i funcions no estaran disponibles. Els noms dels fitxers tenien un màxim de 8 caràcters, un punt i una extensió de com a màxim tres lletres, en total un màxim de 12 caràcters del Codi ASCII que permetien distingir uns fitxers dels altres dins d'un mateix directori. Finalment, al Windows 95, DOS admet més caràcters. No tots els caràcters del codi ASCII estaven permesos per nomenar un fitxer, ja que alguns (exemple: /*?+\ i altres) estaven reservats per a altres funcions. Aquesta limitació de caràcters reservats continua vigent actualment.

### Ordres bàsiques
Aquí es mostren algunes de les ordres que utilitzava MS-DOS, i que actualment poden ser utilitzats des de la línia d'ordres en sistemes operatius Windows que és CMD. Per accedir-hi, MS-DOS, a partir de la versió 6.2 permet el següent: comanda a consultar /? (P.ex.: copy /?).
Poden ser interns (inclosos dins del mateix COMMAND.COM) o externs (arxius executables al directori del MSDOS):

### Ordres internes
Les ordres internes o residents són aquelles que es transfereixen a la memòria en el moment de carregar-se el Sistema Operatiu i es poden executar sense necessitat de tenir el DOS present a la unitat per defecte des del qual es pot executar l'ordre. La unitat per defecte és la unitat on s'està, per exemple A:\>_ ; i la unitat especificada és aquella a la qual ens dirigim o especifiquem estant en una altra unitat, per exemple A:\>B: , la unitat especificada és B.
Aquestes són algunes ordres internes de MS-DOS:
- CD o CHDIR - Canvia el directori actual.
- CD.. - Canvia al directori jeràrquicament superior.
- CLS - Neteja totes les ordres i tota la informació que hi ha a la pantalla excepte l'incitador d'ordres (prompt) usualment la lletra i ruta de la unitat usada (Per exemple C:\>)
- COPY - Copiar un fitxer d'un directori a un altre
- COPY AMB Copia a un arxiu els caràcters introduïts en pantalla
- DATE - Visualitza o canvia la data del sistema.
- DEL - S'usa per eliminar fitxers.
- DIR - Llista els directoris i fitxers de la unitat o directori actual.
- FOR - Repeteix una ordre
- PROMPT- Canvia la línia de visualització de l'ordre.
- MD o MKDIR - Crea un directori
- RD o RMDIR- Elimina un directori.
- REM - Permet inserir comentaris en fitxers de procés per lots.
- REN o RENAME - Reanomena fitxers i directoris.
- SET - Assigna valors a variables d'entorn.
- TIME - Visualitza o canvia l'hora del sistema.
- TYPE - Mostra el contingut d'un fitxer. S'utilitza principalment per veure continguts de fitxers en format text.
- VER - Mostra la versió del Sistema Operatiu.
- VOL - Mostra l'etiqueta del disc dur i el seu volum (si en té)
- BREAK -Activa o desactiva la verificació estesa CTRL+C.
- EDIT -Obre una mena d'editor de text.
- EXIT - Sortir

### Ordres externes
Les ordres externes en contraposició amb les ordres internes s'emmagatzemen en arxius d'ordres anomenades transitòries o externes, i per executar-se necessiten aquests arxius, a més les ordres externes tenen nom propi i es poden copiar d'un disc a un altre.
Aquí es mostren algunes de les ordres que utilitzava MS-DOS, i que actualment poden ser utilitzades des de la línia d'ordres en sistemes operatius Windows. Per accedir a la seva ajuda, MS-DOS, a partir de la versió 6.2 permet el següent: comanda a consultar /? (Ex.: dir /?). Poden ser interns (inclosos dins del mateix COMMAND.COM) o externs (arxius executables al directori del MSDOS):
- ATTRIB - Sense paràmetres visualitza els atributs dels directoris i fitxers. Amb paràmetres canvia els atributs de directoris i fitxers.

Els atributs dels directoris i els fitxers són: de lectura (r), d'escriptura (w), d'arxiu (a), ocult (h), de sistema (s).
Paràmetres: signes (més o menys) i lletres r, w, a, i h "v".
Exemple:
Attrib +r *.* (atribut de només lectura, per a tots els fitxers d'aquest directori)
- APPEND - Serveix per especificar trajectòries per a fitxers de dades.
- BACKUP - Executa una còpia de seguretat d'un o més fitxers d'un disc dur a un disquet.
- CHKDSK - Verifica si hi ha errors al disc dur. (També es pot utilitzar per corregir-los amb el paràmetre "/F")
- DELTREE - Esborra un directori sense importar que contingui subdirectoris amb tots els seus continguts.
- DISKCOMP - Després de realitzar una còpia de disquets podem realitzar una verificació, per veure si heu copiat tots els continguts, comparant. Aquesta comanda compara discos o disquets.
- DISKCOPY - Permet fer una còpia idèntica d'un disquet a un altre, pertany al grup de les ordres externes.
- DOSKEY - Permet mantenir residents en memòria RAM les ordres que han estat executades al punt indicatiu.
- FC - Compara fitxers.
- FORMAT - Permet crear l'estructura lògica en una unitat física d'emmagatzematge (discos durs, disquets i unitats d'emmagatzematge massiu).
- FORMAT /U - Formateja un disc amb format incondicional reparant errors i marcant sectors defectuosos.
- FORMAT /s - Formateja un disc i el converteix en disc de sistema.
- PRINT - Permet imprimir fitxers.

Podeu utilitzar aquests paràmetres combinats.
- KEYB - Estableix l'idioma del teclat segons el paràmetre addicionat (Exemple: KEYB SP per al teclat espanyol).
- LABEL - Mostra o canvia l'etiqueta de la unitat de disc dur.
- MEM - Mostra la memòria RAM, l'espai ocupat i l'espai lliure.
- MOVE - Mou o canvia de posició un directori i/o fitxers. També anomena subdirectoris.
- SUBST - Crea una unitat lògica virtual a partir d'un directori.
- TREE - Mostra els directoris en forma d'arbre.
- XCOPY - Aquesta ordre té la mateixa funció que el seu homòleg resident COPY, amb excepció que efectua operacions de còpia de tota l'estructura de directoris si s'utilitza el caràcter comodí *.* i el modificador /s. És una versió millorada de l'anterior.

### Reencaminaments
- < - Reencaminament de l'entrada estàndard. La seva sintaxi és ordre < fitxer.
- > - Reencaminament de la sortida estàndard. La seva sintaxi és ordre > fitxer. Si el fitxer no existeix, ho creeu. Si ja existia, sobreescriu el contingut.
- >> - Reencaminament de la sortida estàndard a un fitxer existent. La seva sintaxi és ordre >> fitxer. Si el fitxer no existeix, ho creeu. Si ja existia, afegeix el resultat de l'ordre a continuació del contingut previ del fitxer.